# Crema bavarese
La crema bavarese o bavarese è un tipo di budino francese ottenuto da un composto liquido, aromatizzato o meno, addensato con gelificanti animali (come la colla di pesce) o vegetali (come l'agar-agar) e reso più soffice dall'addizione di un elemento montato (panna, albumi o altro). Ne esistono di dolci e di salate.
Il termine bavarese indica anche una bevanda di origine francese composta da tè, latte e liquore importata in Italia all'inizio del '700 dai cuochi francesi al servizio dei Wittelsbach, casa regnante di Baviera. Nel secolo successivo, in Francia, nacque il dolce bavarese, ispirato appunto alla bevanda bavarese. Era incluso nel repertorio dello chef francese Marie-Antoine Carême, a cui è attribuito il piatto.

## Preparazione
Nei budini che derivano dalla famiglia delle bavaresi la base è costituita da crema inglese: si porta ad ebollizione il latte con eventuali aromi e vi si scioglie la colla di pesce precedentemente ammollata, cioè ammorbidita.
Si sbattono i tuorli con lo zucchero e gli altri ingredienti con funzione aromatica (cacao, cioccolato, caffè e liquori, puree di frutta fresca o secca), aggiungendovi il latte una volta sfiorato il bollore. Quindi si rimette in casseruola il composto e lo si cuoce senza far bollire, mescolando a lungo. 
Una volta cotto, si lascia intiepidire mescolando di tanto in tanto, aggiungendo poi, una volta raffreddato completamente, la panna, gli albumi o un surrogato rigorosamente semimontati. La parziale montatura dell’elemento alleggerente consente, in fase di incorporazione tra le due parti, di montare ulteriormente il composto senza il rischio di smontarlo con effetto spiacevole la perdita di volume.
Può essere servita come dolce al cucchiaio, essere usata come farcitura o fare da base per preparazioni più elaborate.